# 昝誠
昝誠（1437年—？），字篤學，山東萊州府高密縣人，明朝政治人物。進士出身。

## 生平
成化元年（1465年）乙酉科山東鄉試第七十三名。成化五年（1469年）乙丑科會試第二百十三名，殿試登進士第二甲第七十一名。累官兵部郎中，得尚書子俊器重。

## 家族
曾祖昝人慶。祖父昝仁美。父亲昝朗。